# Chuyển phát nhanh

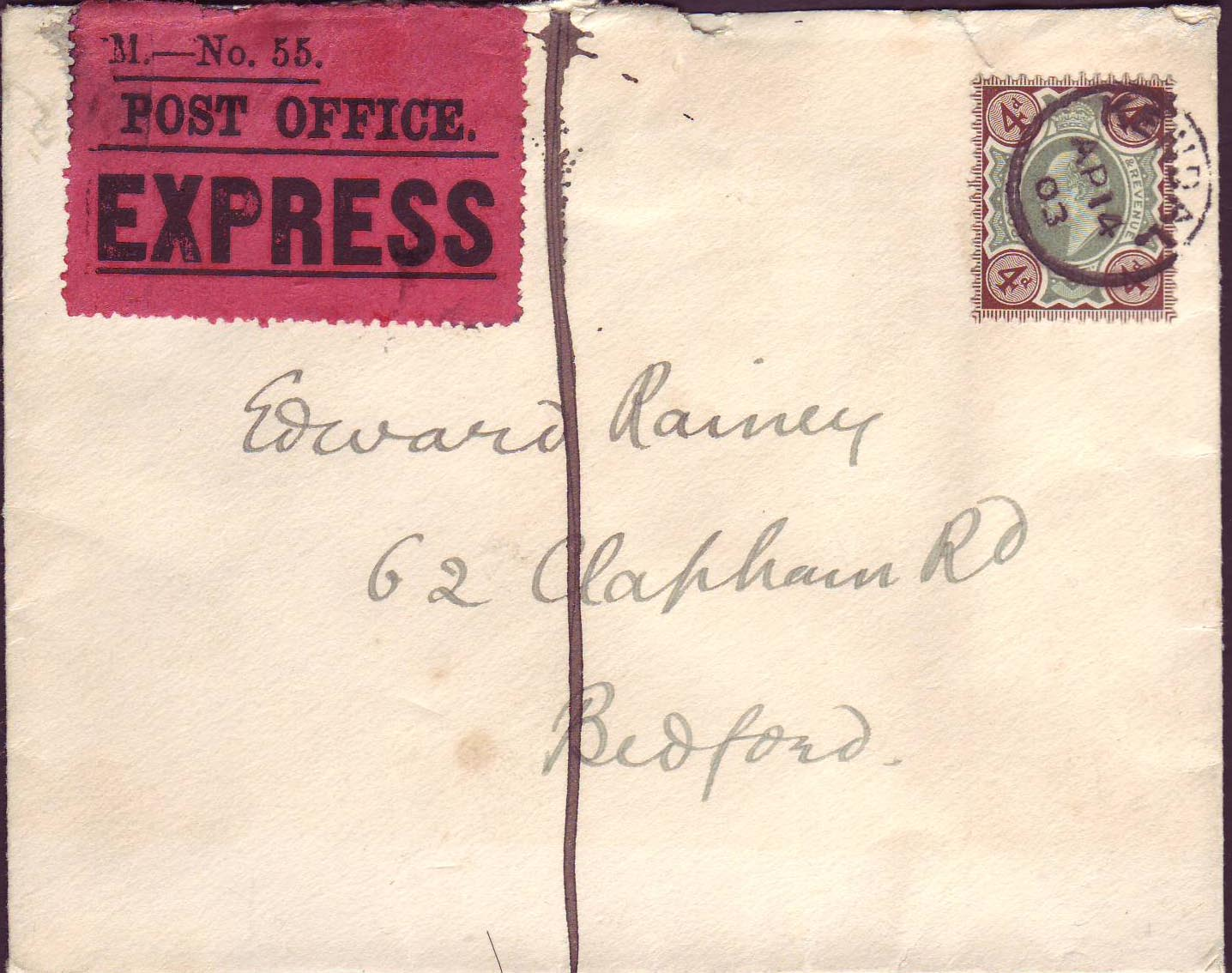
Một thư chuyển phát nhanh năm 1903, với dấu hiệu "Cấp tốc" màu đỏ

Chuyển phát nhanh, phát chuyển nhanh hay giao nhận nhanh là việc thực hiện một, một số hoặc tất cả các công đoạn thu gom, chia chọn, vận chuyển và phát, bằng các phương tiện vật lý, thông tin dưới dạng văn bản và bưu kiện, gói hàng hóa có yếu tố nhanh về thời gian và có độ tin cậy cao.
Thông thường, trong các bảng thông tin về chuyển phát nhanh sẽ có kèm theo "thời gian cam kết". Thuật ngữ trong ngành gọi là "thời gian toàn trình", đây là khoảng thời gian tính từ khi văn bản, bưu kiện, gói hàng hóa được nhận gửi đến khi được phát đến địa chỉ giao nhận.

## Đặc điểm
Dịch vụ chuyển phát nhanh khác với các gói dịch vụ gửi thông thường là thời gian toàn trình ngắn và được xác định. Trong khi dịch vụ chuyển phát thường, bưu chính uỷ thác, bưu kiện đảm bảo, có thời gian toàn trình dài hơn nhiều và các nhà cung cấp ít khi đưa ra 1 khoảng thời gian cam kết xác định.
Chuyển phát nhanh luôn kèm với "chuyển phát đảm bảo", nghĩa là nếu địa chỉ nhận không có gì trục trặc thì bưu phẩm phải đến nơi và có chữ ký, họ tên của người đã nhận hàng và thời gian nhận hàng. Nếu không làm được như vậy thì khách hàng có quyền khiếu kiện nhà cung cấp dịch vụ chuyển phát. Có nhiều trường hợp thư dán tem còn đến nhanh ngang với chuyển phát nhanh nhưng thư tem là loại chuyển phát không đảm bảo - nhà cung cấp không chịu trách nhiệm về việc thư dán tem có đến hay không. Cho nên, tuy thư tem đã là 1 quy trình xác định và tỉ lệ mất thư tem cũng không nhiều nhưng đối với những giấy tờ quan trọng, khách hàng sẽ phải lựa chọn hình thức chuyển phát nhanh.
Trước đây, để gửi bưu phẩm chuyển phát nhanh, người gửi phải tới bưu cục để gửi và sau đó, bưu cục phát sẽ gửi 1 giấy báo tới người nhận để người nhận ra bưu cục phát nhận hàng. Giờ đây, khi dịch vụ chuyển phát nhanh phát triển mạnh mẽ, hầu như nhà cung cấp nào cũng có thể đến tận nơi gửi để lấy hàng và đến tận nơi nhận để phát hàng. Chuyển phát nhanh cũng đi kèm với các dịch vụ giá trị gia tăng như phát hẹn giờ (phát đúng thời điểm người gửi yêu cầu), báo phát (cung cấp cho người gửi xác nhận về người nhận và thời điểm nhận bằng văn bản), phát hàng thu tiền (thu hộ người gửi một khoản tiền - thường là tiền thanh toán cho chính hàng hóa được gửi) v.v.

## Phương tiện hỗ trợ
Các phương tiện hỗ trợ cho việc chuyển phát nhanh chủ yếu là xe máy, ô tô, máy bay. Xe máy thường được dùng cho chuyển phát nhanh nội thị, ô tô nhỏ là xe thư báo - dùng kết hợp với xe máy trong trường hợp hàng hóa nhiều và nặng, ô tô lớn dùng cho việc chuyển phát bưu phẩm giữa các tỉnh lân cận, máy bay dùng đối với các thành phố xa nhau hoặc từ quốc gia này sang quốc gia khác.

## Chuyển phát nhanh tại Việt Nam
Tại Việt Nam, lĩnh vực chuyển phát nhanh trước kia do Tổng công ty bưu chính viễn thông độc quyền. Sau này, có nhiều công ty chuyển phát nhanh tư nhân và công ty liên doanh với nước ngoài tham gia vào thị trường Việt Nam. Theo lộ trình WTO thì năm 2012, Việt Nam sẽ mở cửa chuyển phát nhanh. Theo đó, các doanh nghiệp nước ngoài sẽ được thành lập công ty 100% vốn của họ và cạnh tranh trực tiếp với các công ty trong nước trong cả mảng nội địa lẫn quốc tế.